# Krajišnici
Krajišnici (izvirno srbsko Крајишници) je naselje v Srbiji, ki upravno spada pod Mesto Loznica; slednje pa je del Mačvanskega upravnega okraja.